# Діапазон 40 метрів
40-метровий або 7-МГц діапазон є аматорським радіочастотним діапазоном, що охоплює 7000-7300 МГц у 2-у регіоні МСЕ та 7000-7200 МГц у регіонах 1 і 3. Призначається радіоаматорам усього світу на первинній основі; однак лише 7000-7100 МГц призначено виключно для радіоаматорів у всьому світі. Короткохвильові мовники та користувачі сухопутного мобільного зв’язку також мають первинні розподіли в деяких країнах, і аматорські станції повинні спільно використовувати смугу з цими користувачами.
40 метрів загальноприйнято вважається одним із найнадійніших всесезонних діапазонів зв’язку на довгі відстані (DXing).

## Історія
40-метровий діапазон був наданий аматорам у Сполучених Штатах 3-ю національною радіоконференцією 10 жовтня 1924 року та розподілений на всесвітній основі Міжнародною радіотелеграфною конференцією у Вашингтоні, округ Колумбія, 4 жовтня 1927 року.

## Характеристики поширення радіохвиль
Цей діапазон дозволяє, як зв'язок на довгі відстані (DX) зв’язок між пізнім днем і за кілька годин після сходу сонця, так і контакти NVIS на короткій відстані протягом більшої частини світлового дня.
Завдяки унікальному поєднанню внутрішньо- та міжконтинентальних можливостей зв’язку, 40-метровий діапазон вважається ключовим для виграшного результату змагання на КВ протягом будь-якої частини циклу сонячної активності.

## Плани діапазону
У більшості юрисдикцій, розподіл діапазону на різні робочі режими є відповідно до неофіційної конвенції, а не юридичної вимоги.

### Регіон IARU 1
Європа, Африка, Близький Схід і Північна Азія.
| 40 метрів     | 7.000-7.040 | 7,040-7,050 | 7,050-7,060 | 7,060-7,200 |
| ------------- | ----------- | ----------- | ----------- | ----------- |
| Регіон IARU 1 |             |             |             |             |

### Регіон IARU 2
Америки.
| 40 метрів     | 7.000-7.040 | 7,040-7,050 | 7.050-7.300 |
| ------------- | ----------- | ----------- | ----------- |
| Регіон IARU 2 |             |             |             |

#### Канада
| Клас ліцензії           | 7.000–7.035 | 7,035-7,040 | 7,040-7,050 | 7,050-7,080 | 7,080-7,125 | 7,125-7,165 | 7,165-7,175 | 7.175–7.300 |
| ----------------------- | ----------- | ----------- | ----------- | ----------- | ----------- | ----------- | ----------- | ----------- |
| Базовий (+), Розширений |             |             |             |             |             |             |             |             |

#### Сполучені Штати
| Клас ліцензії США | 7.000–7.025 | 7,025–7,125 | 7.125–7.175 | 7.175–7.300 |
| ----------------- | ----------- | ----------- | ----------- | ----------- |
| Новачок / Технік  |             |             |             |             |
| Загальний         |             |             |             |             |
| Просунутий        |             |             |             |             |
| Екстра            |             |             |             |             |

### Регіон IARU 3
Азіатсько-Тихоокеанський регіон.
| 40 метрів     | 7.000-7.025 | 7,025-7,030 | 7,030-7,040 | 7,040-7,300 |
| ------------- | ----------- | ----------- | ----------- | ----------- |
| Регіон IARU 3 |             |             |             |             |

#### Японія
| Клас ліцензії | 7.000–7.030 | 7,030-7,045 | 7,045-7,100 | 7.100–7.200 |
| ------------- | ----------- | ----------- | ----------- | ----------- |
| Всі класи     |             |             |             |             |

#### Легенда
|  | = Лише CW (початківець/технік США: 200 Вт PEP максимум TPO) |
|  | = CW, RTTY і дані (США: < 1 смуга пропускання кГц)          |
|  | = CW, RTTY, дані, MCW, тест, телефон і зображення           |
|  | = CW, телефон і зображення                                  |
|  | = CW і SSB телефон                                          |
|  | = CW, RTTY, дані, телефон і зображення                      |